# Барбурмід (Кентуккі)
Барбурмід (англ. Barbourmeade) — місто (англ. city) в США, в окрузі Джефферсон штату Кентуккі. Населення — 1216 осіб (2020).

## Географія
Барбурмід розташований за координатами 38°17′55″ пн. ш. 85°36′3″ зх. д. / 38.29861° пн. ш. 85.60083° зх. д. (38.298586, -85.600910).  За даними Бюро перепису населення США в 2010 році місто мало площу 1,02 км², уся площа — суходіл.

## Демографія
Згідно з переписом 2010 року, у місті мешкало 1218 осіб у 507 домогосподарствах у складі 391 родини. Густота населення становила 1192 особи/км².  Було 512 помешкання (501/км²).
Расовий склад населення:
| - 97,1 % — білих - 1,5 % — чорних або афроамериканців - 0,8 % — азіатів - 0,1 % — корінних американців |

До двох чи більше рас належало 0,4 %. Частка іспаномовних становила 1,5 % від усіх жителів.
За віковим діапазоном населення розподілялося таким чином: 20,4 % — особи молодші 18 років, 54,2 % — особи у віці 18—64 років, 25,4 % — особи у віці 65 років та старші. Медіана віку мешканця становила 50,4 року. На 100 осіб жіночої статі у місті припадало 88,5 чоловіків;  на 100 жінок у віці від 18 років та старших — 88,2 чоловіків також старших 18 років.
Середній дохід на одне домашнє господарство  становив 101 574 долари США (медіана — 94 583), а середній дохід на одну сім'ю — 112 944 долари (медіана — 103 333). За межею бідності перебувало 8,7 % осіб, у тому числі 12,0 % дітей у віці до 18 років та 4,7 % осіб у віці 65 років та старших.
Цивільне працевлаштоване населення становило 626 осіб. Основні галузі зайнятості: освіта, охорона здоров'я та соціальна допомога — 22,7 %, роздрібна торгівля — 14,9 %, науковці, спеціалісти, менеджери — 13,6 %, фінанси, страхування та нерухомість — 13,3 %.